# Wings (песня Ринго Старра)
«Wings» («Крылья») — песня, написанная Ринго Старром и Vini Poncia в 1977 году. Первоначально выпущена на альбоме Старра 1977 года Ringo the 4th, а также на сингле. В 2011 году Старр перезаписал песню — запись спродюсирована Старром и Брюсом Шугаром (Bruce Sugar) — и выпустил её на альбоме 2012 года Ringo 2012 и сингле (распространяемом как файл для загрузки с сайта через Интернет).

## Версия 1977 года
Сингл с альбома Ringo the 4th выпущен 25 августа 1977 года лейблом Atlantic Records (с би-сайдом «Just a Dream»).

### Участники записи
- Ринго Старр — ведущий вокал, барабаны
- David Spinozza — соло-гитара
- Jeff Mironov или John Tropea — гитары
- Don Grolnick — клавишные
- Тони Левин — бас-гитара
- Стив (Жизнь хороша!) Гэдд — барабаны
- Ариф Мардин — продюсер

(дается по)

## Версия 2012 года
Песня «Wings» была вновь записана в 2011 году для альбома Ringo 2012.
Старр рассказывал о перезаписи песни: «Это песня, которую я впервые записал для альбома Ringo the 4th, когда „альбом“ означало „виниловый диск“. Это были совсем другие времена, чем сейчас, и эта песня была одной из тех, которыми я хотел когда-нибудь ещё раз заняться. Я написал „Wings“ в 1977-м вместе с Винни Понциа в Нью-Йорке — и он не знал, что я уже всё в ней доделал; я хотел сделать ему сюрприз, и послал песню ему по почте… В последние два года я слушал довольно много музыки в стиле рэгги, и в этом альбоме такой стиль довольно заметно чувствуется. Что я могу сказать? На меня влияет то, что меня окружает. Я всегда любил сентиментальность в этой песне — и мне нравится, что мы наконец сделали её правильно».
Запись концертного исполнения песни Старром и его All-Starr Band в 2012 году в Атланте (США) вошла в благотворительный сборник в пользу пострадавших от урагана «Сэнди»; сборник вышел под названием Songs After Sandy: Friends of Red Hook for Sandy Relief.
В обзоре для Ultimate Classic Rock критик Билл Дьюкс (Billy Dukes) назвал римейк песни «менее страстным, с несколько безжизненным вокалом» по сравнению с оригинальной версией 1977 года.
Старр объявил своеобразный международный конкурс среди создателей музыкальных видеоклипов на съёмку клипа на песню «Wings»; лучшую версию клипа он выбрал сам. Старр назвал клип-победитель, снятый молодой канадской режиссёром из Ванкувера Jem Garrard, «великолепным маленьким видео».

### Участники записи
- Ринго Старр — вокал, барабаны, перкуссия, клавишные, бэк-вокал
- Джо Уолш — гитара
- Benmont Tench — электроорган
- Bruce Sugar — фортепиано, аранжировка для духовых инструментов
- Amy Keys — бэк-вокал
- Kelly Moneymaker — бэк-вокал

(дается по)